# 埃爾德里奇 (愛荷華州)
埃爾德里奇（英語：Eldridge）是一個位於美國愛荷華州斯科特縣的城市。

## 地理
埃爾德里奇的座標為41°38′55″N 90°34′53″W / 41.64861°N 90.58139°W，而該地的平均海拔高度為243米（即797英尺）。

## 人口
根據2010年美國人口普查的數據，埃爾德里奇的面積為24.55平方千米，當中陸地面積為24.55平方千米，而水域面積為0.00平方千米。當地共有人口5651人，而人口密度為每平方千米230人。